# Korpberget biotopskyddsområde
För andra betydelser, se Korpbergets naturreservat.

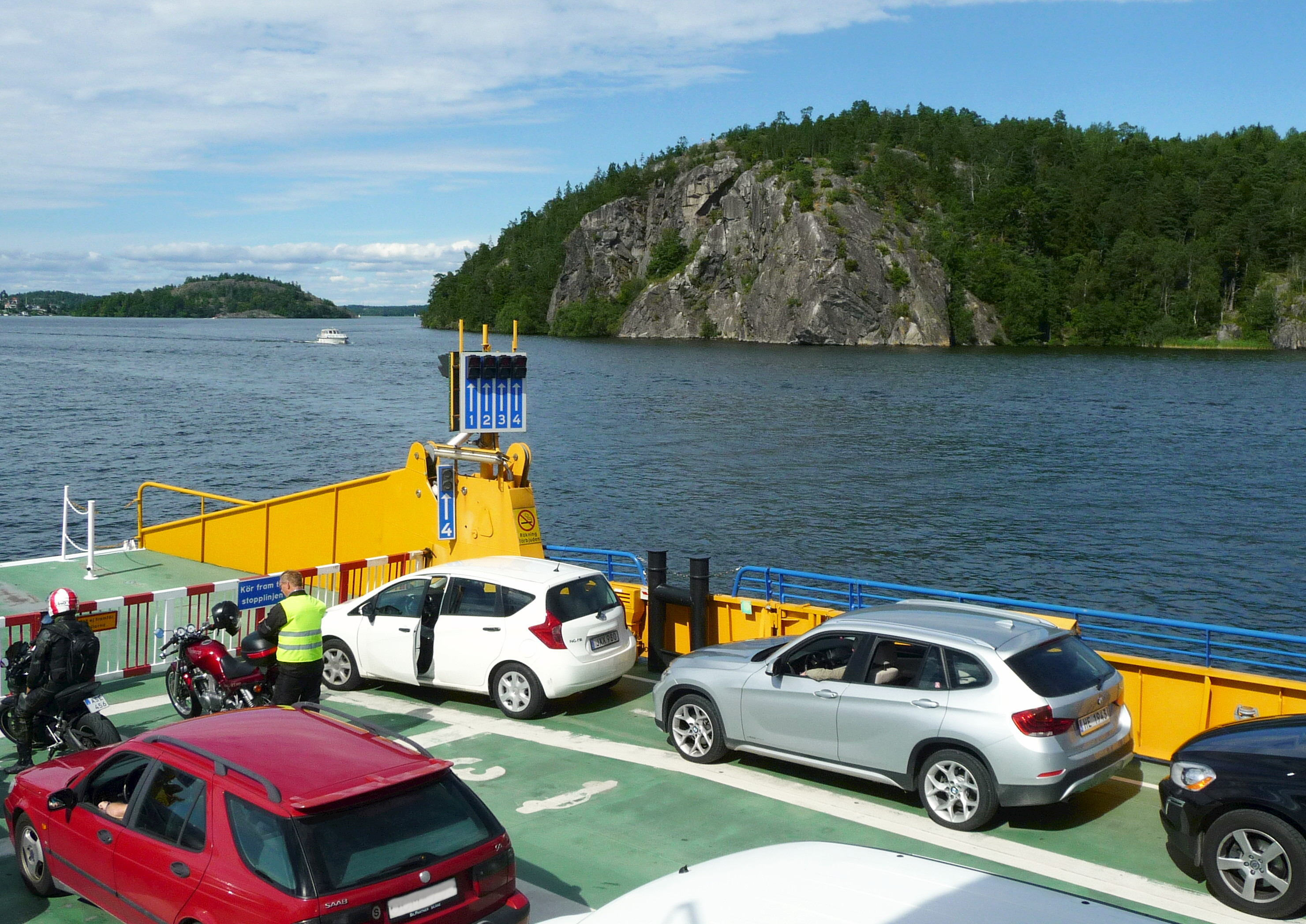
Korpberget sett från Ekeröledens färja.

Korpberget är ett berg i Vårby gård, Huddinge kommun, Stockholms län. På berget brann på vikingatiden så kallade vårdkasar, ett forntida signalsystem som återfinns i Huddinges kommunvapen. Korpberget är sedan juni 2010 ett biotopskyddsområde som omfattar 14,7 hektar. Det är därmed Sveriges första kommunala biotopskyddsområde.

## Beskrivning
Korpberget har en hög förkastningsbrant mot Mälaren i väst. Härifrån har man en milsvid utsikt över östra Mälaren, Vårbyfjärden, Slagsta och delar av Ekerö. Korpberget har två toppar, den högsta punkten (den västra) ligger på 73 meters höjd över havet. Den östra toppen har en höjd av 71-72 meter. Branterna vid Korpberget har tidigare varit häckningsplats för pilgrimsfalkar. Då kunde man se den sväva fram över området.
Korpbergets vegetation består huvudsakligen av äldre barrskog som fick växa fritt och utan människans ingrepp. Det innebär att skogen är i princip opåverkad av skogsbruk och har därför fått utvecklas på ett naturligt sätt. Eftersom terrängen är svårtillgänglig har området skyddats från skogsbruksåtgärder. Området är numera i ganska hög grad nedskräpat med plastflaskor, krossat glas, engångsgrillar med mera.
Närheten till Mälaren ger även ett mildare och gynnsammare växtklimat. Rasbranten ned mot Mälaren är bevuxen med gles barrskog, där framför allt tallarna är mycket gamla. Branten är rik på död ved, även av mycket grova dimensioner. Flera av de levande tallarna är gamla, möjligtvis upp till 300 år.

## Bilder

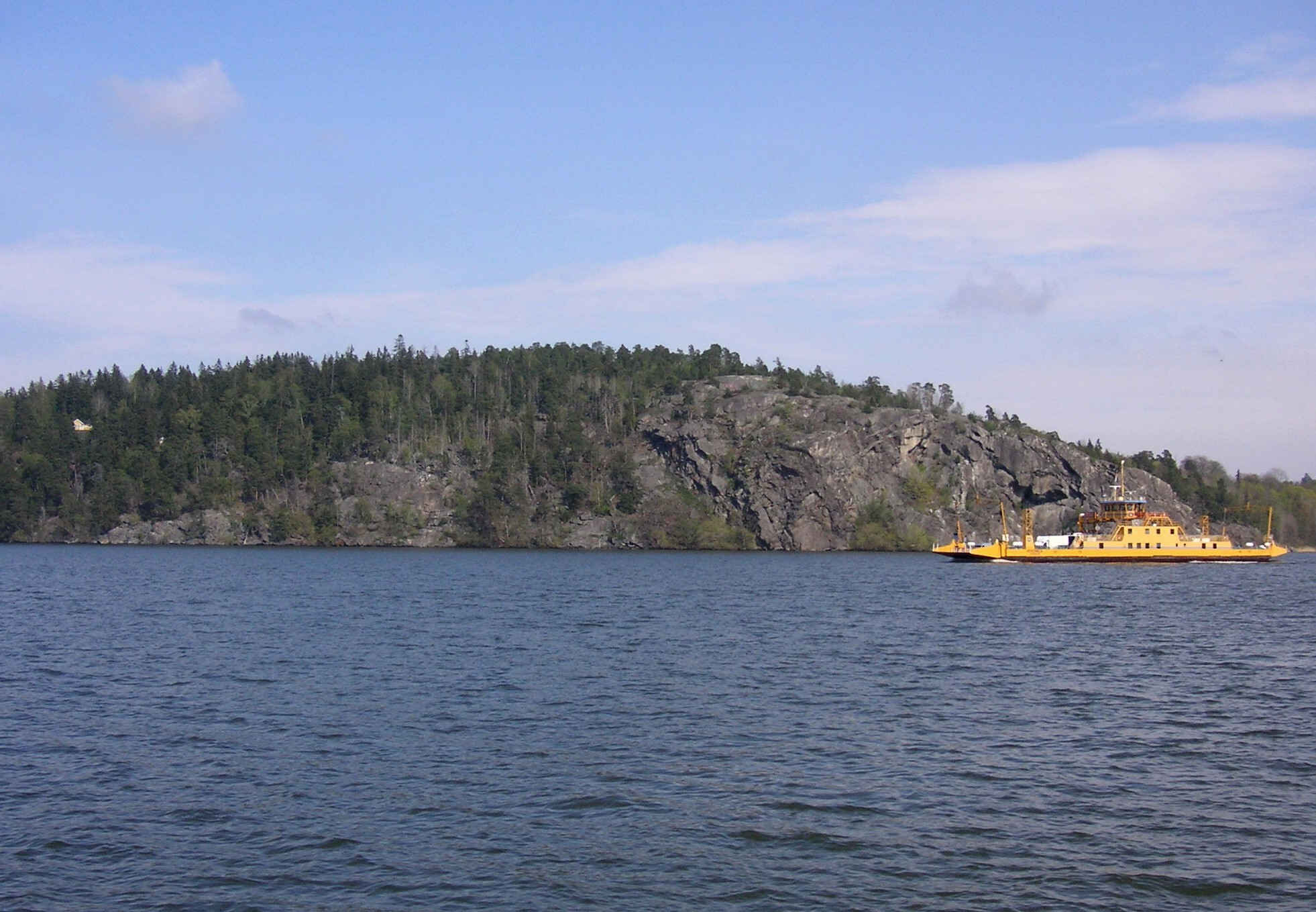
Korpberget sett från Vårbyfjärden
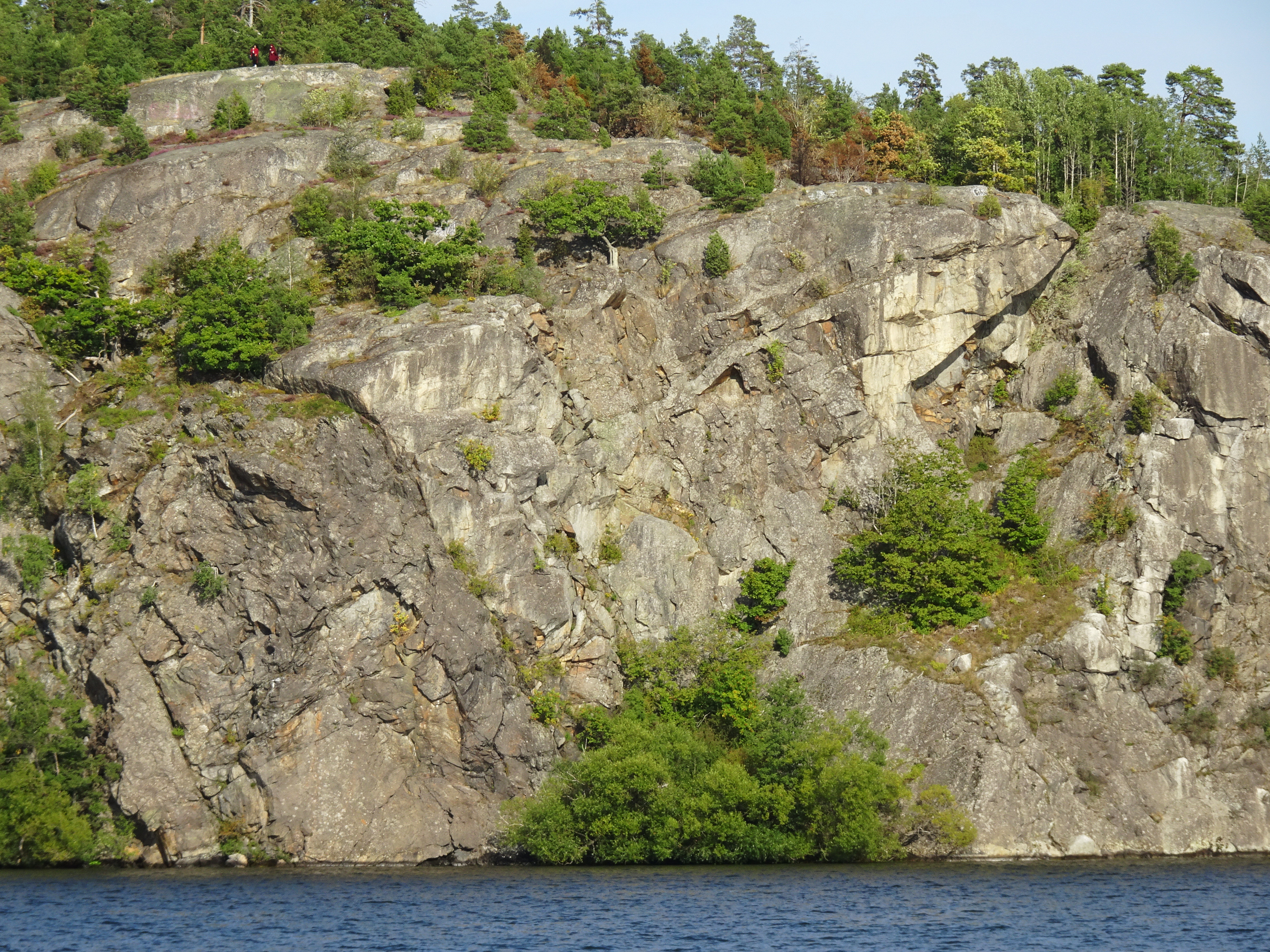
Korpbergets förkastningsbrant
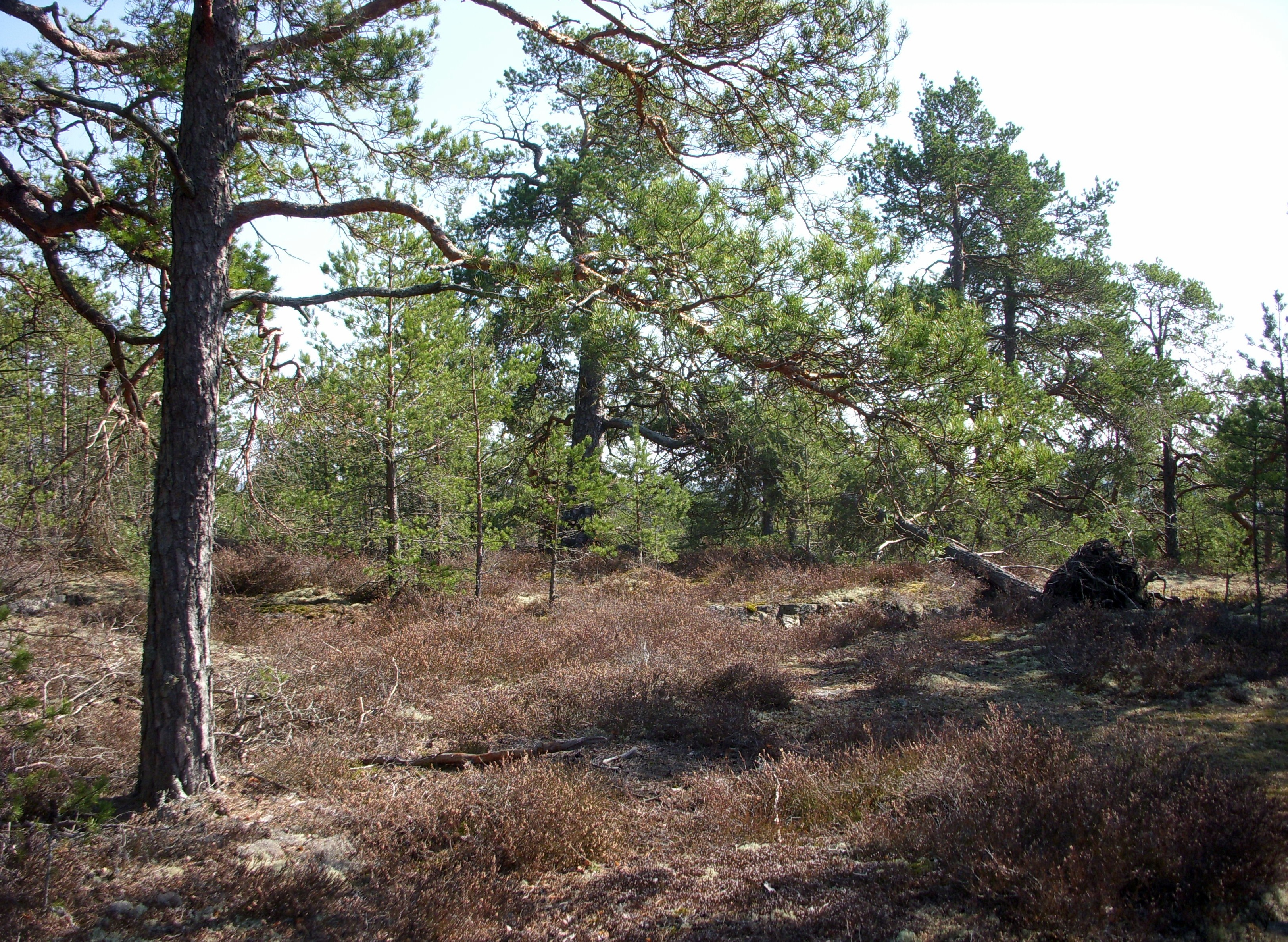
Korpbergets naturbarrskog
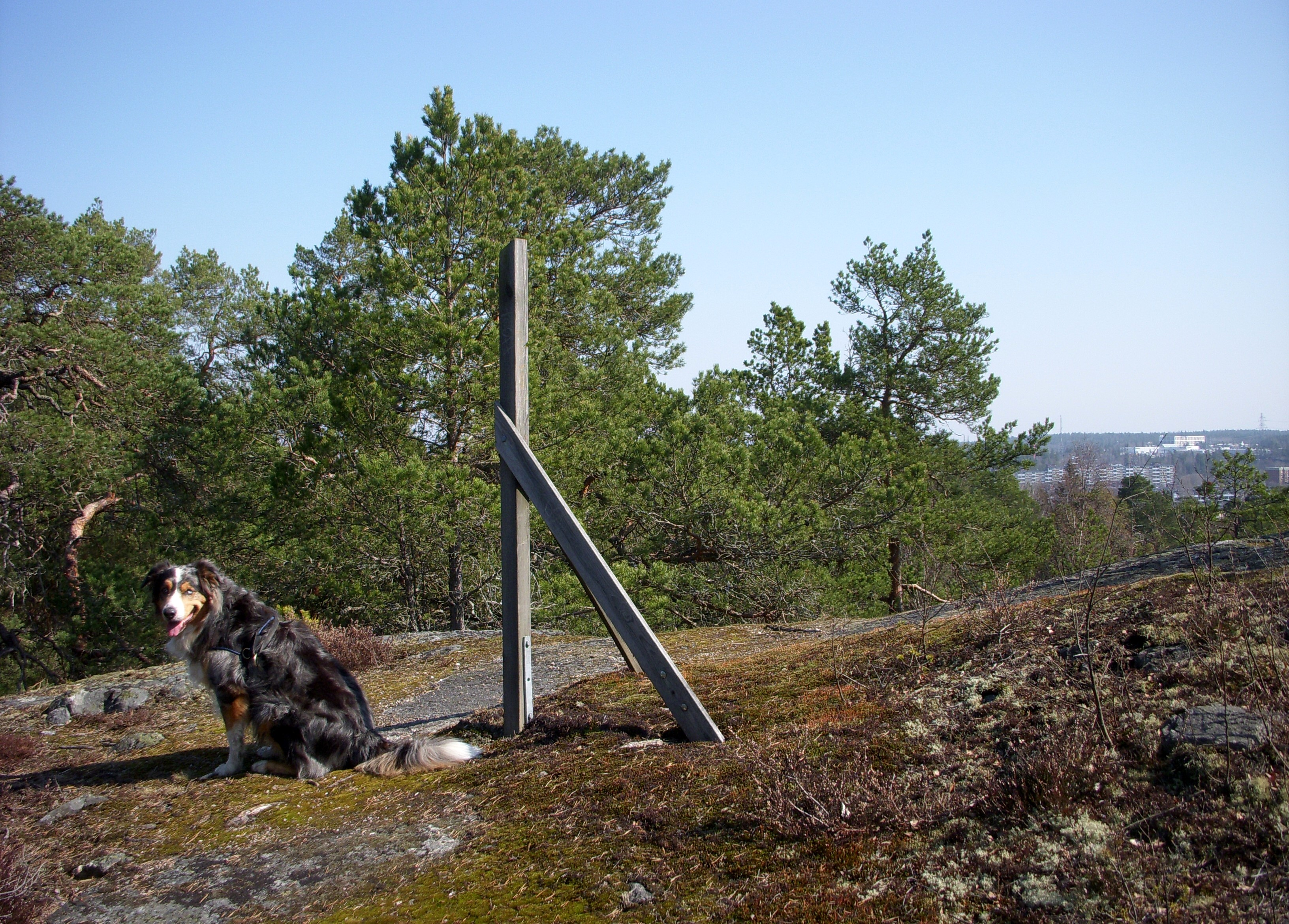
Högsta punkten, 73 m ö.h.
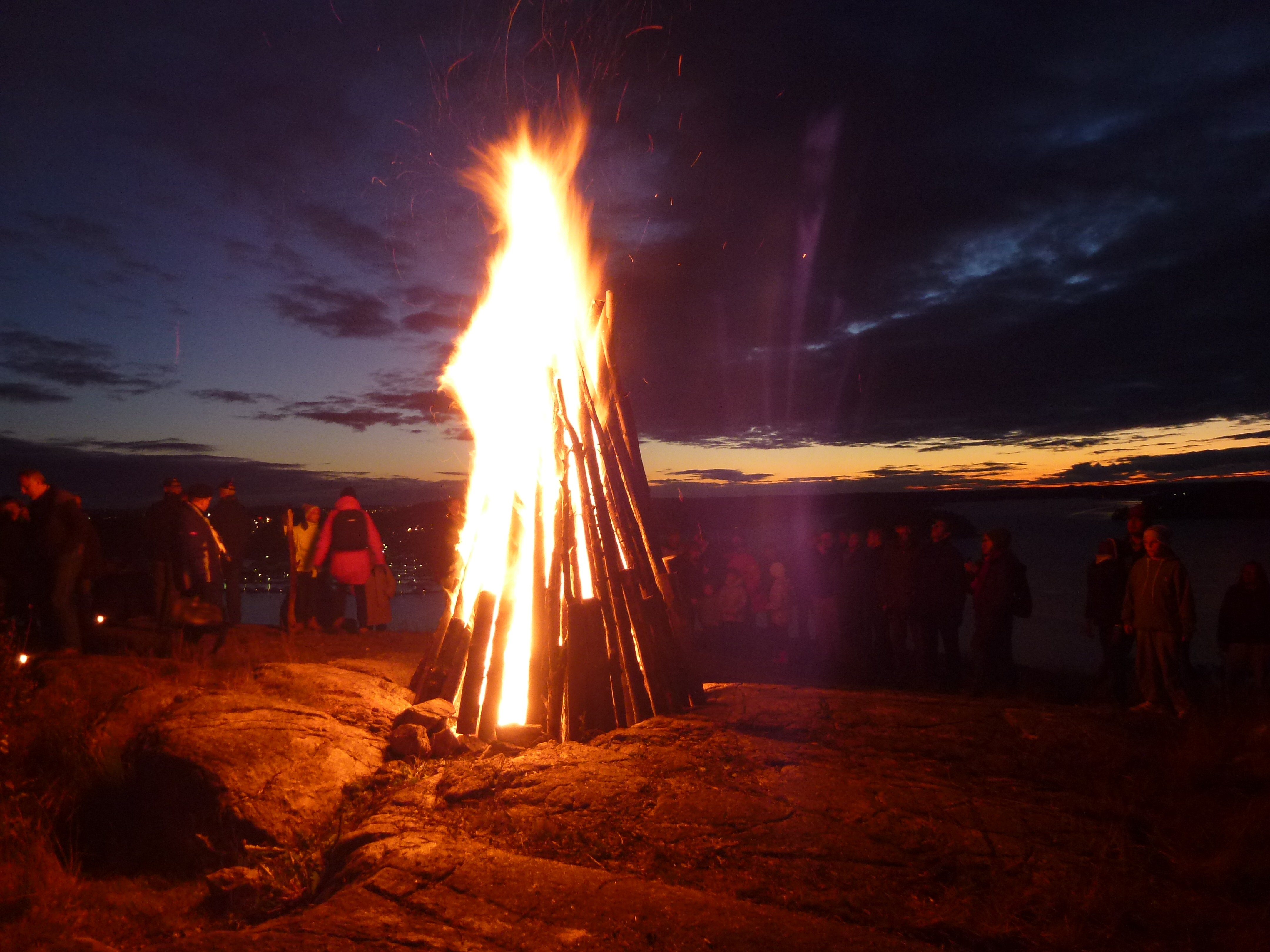
Vårdkasen på Korpberget